# 熊谷慎也
熊谷 慎也（くまがい しんや、1994年2月8日 - ）は、バスケットボール選手である。ポジションはセンター。

## 来歴
能代工業高校を卒業後、アイシン・エィ・ダブリュ アレイオンズ安城に入団。

## 経歴
- 東雲中学校 - 能代工業高校 - アイシン・エィ・ダブリュ アレイオンズ安城